# ホンマキョウコ
ホンマ キョウコ（本名:本間 恭子（読みは同じ））は、日本の女性声優。東京都出身。フリー。

## 出演作品
※太字はメインキャラクター。

### テレビアニメ
2006年
- THE FROGMAN SHOW
  - 古墳ギャルのコフィー（コフィー（初代）、女性キャラ）
  - 秘密結社鷹の爪（女性、子供キャラ、デラックスドーター（初代））

### 劇場アニメ
2007年
- 秘密結社鷹の爪 THE MOVIE 〜総統は二度死ぬ〜（コフィー）[1]